# Jasminum fluminense
Jasminum fluminense är en syrenväxtart som beskrevs av Vell.. Jasminum fluminense ingår i släktet Jasminum och familjen syrenväxter. Inga underarter finns listade i Catalogue of Life.

## Bildgalleri

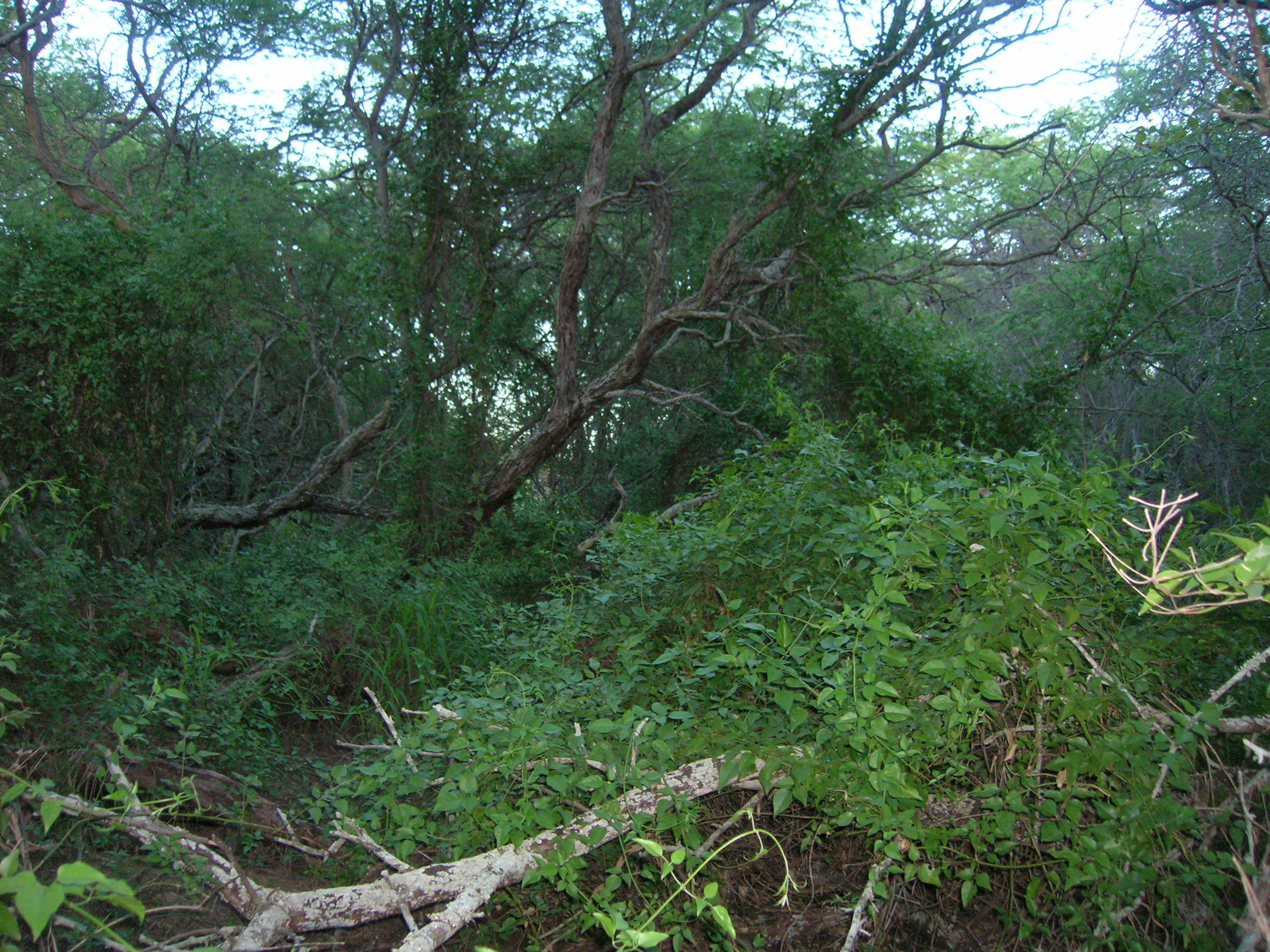
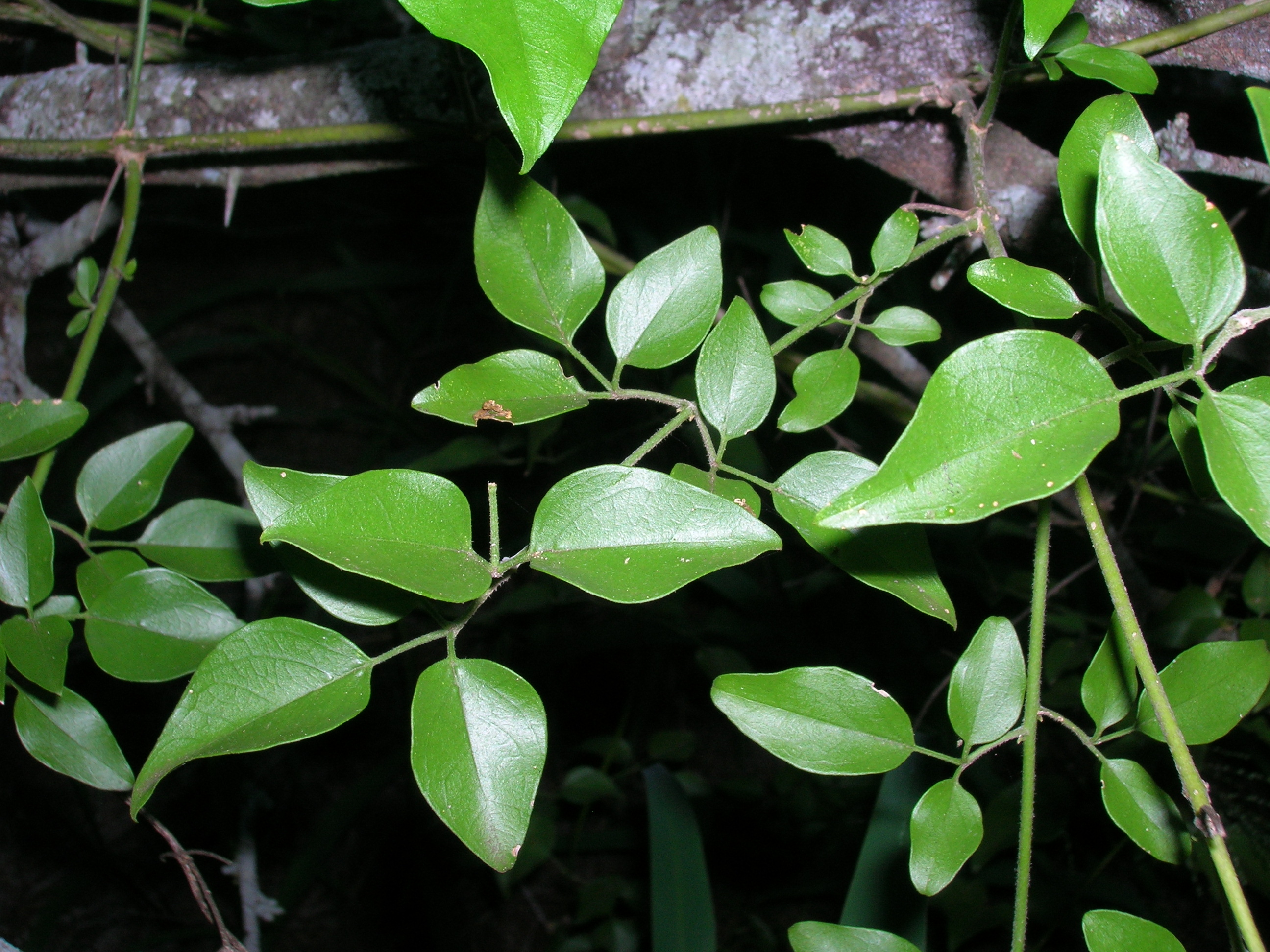
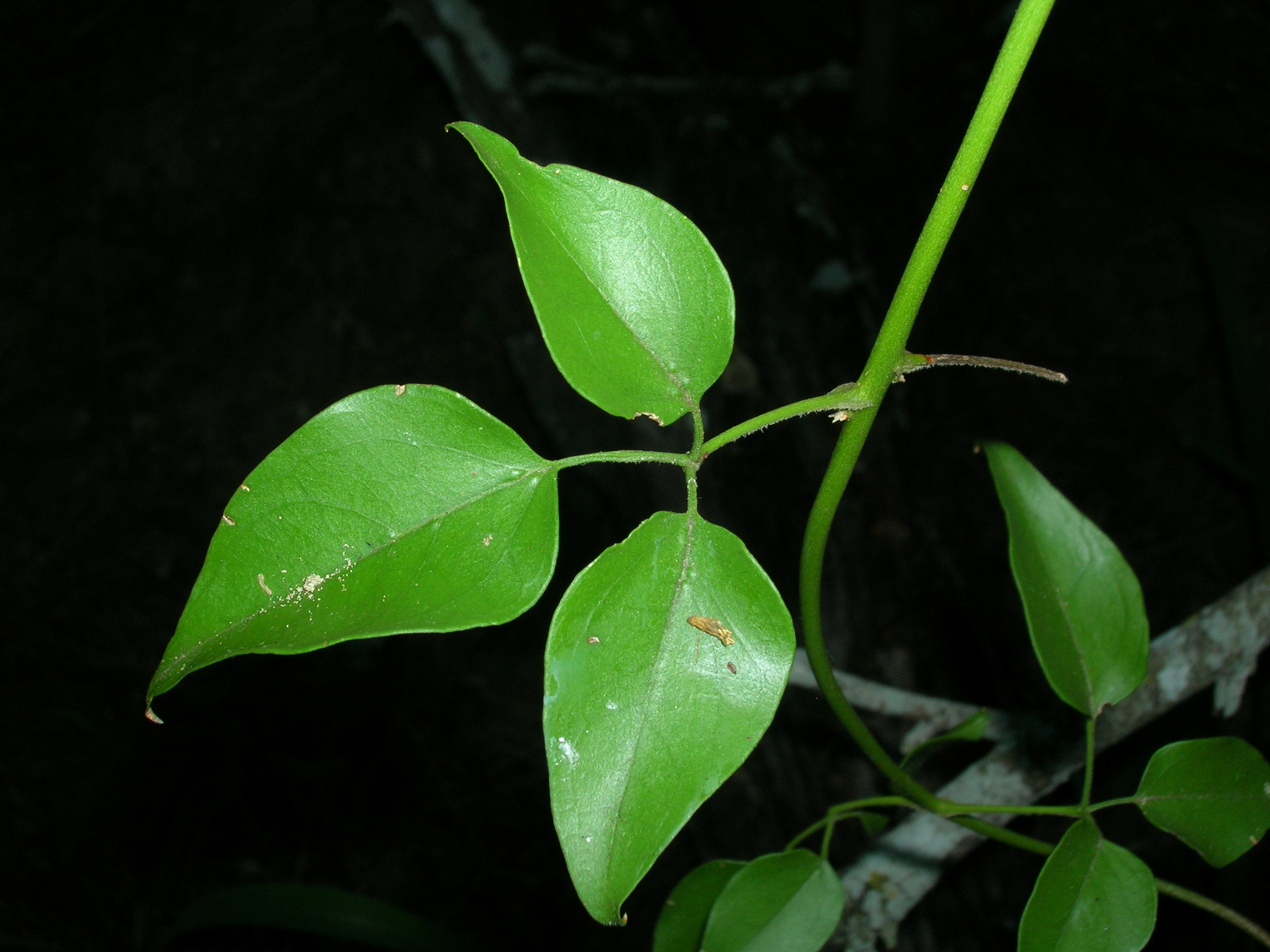
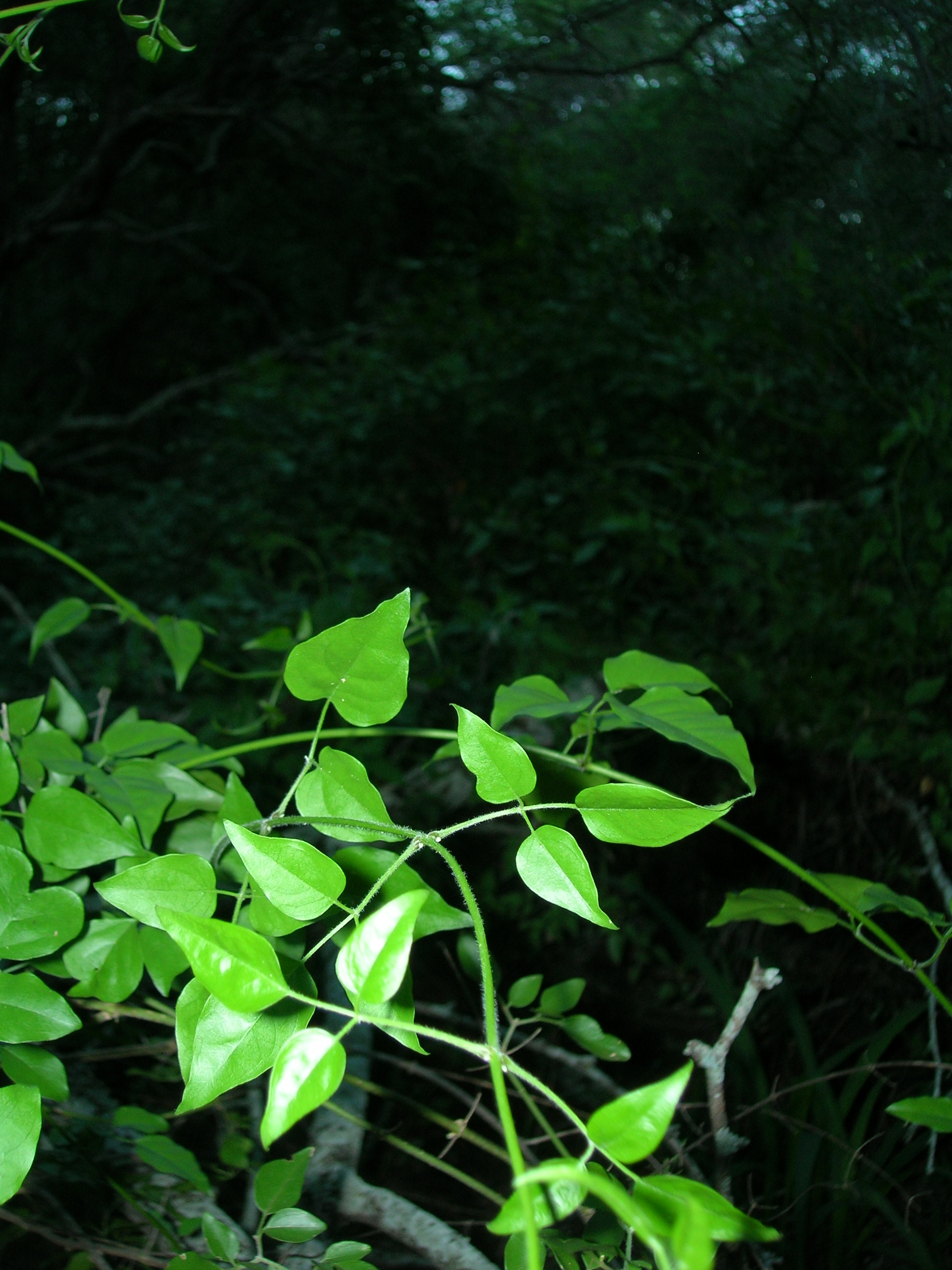